# Krivosheinoscopus
Krivosheinoscopus är ett släkte av tvåvingar. Krivosheinoscopus ingår i familjen fjärilsmyggor.
Kladogram enligt Catalogue of Life:
| Krivosheinoscopus | \| \| Krivosheinoscopus bartai \| \| \| \| \| \| Krivosheinoscopus ussuricus \| \| \| \| |
|                   | \| \| Krivosheinoscopus bartai \| \| \| \| \| \| Krivosheinoscopus ussuricus \| \| \| \| |
|                   | Krivosheinoscopus bartai                                                                 |
|                   |                                                                                          |
|                   | Krivosheinoscopus ussuricus                                                              |
|                   |                                                                                          |